# Gampong Blang (Simpang Ulim)
Gampong Blang is een bestuurslaag in het regentschap Aceh Timur van de provincie Atjeh, Indonesië. Gampong Blang telt 1365 inwoners (volkstelling 2010).